# Municipio de Senachwine
El municipio de Senachwine (en inglés: Senachwine Township) es un municipio ubicado en el condado de Putnam en el estado estadounidense de Illinois. En el año 2010 tenía una población de 745 habitantes y una densidad poblacional de 7,18 personas por km².

## Geografía
El municipio de Senachwine se encuentra ubicado en las coordenadas 41°11′14″N 89°25′11″O / 41.18722, -89.41972. Según la Oficina del Censo de los Estados Unidos, el municipio tiene una superficie total de 103.79 km², de la cual 82,52 km² corresponden a tierra firme y (20,49 %) 21,27 km² es agua.

## Demografía
Según el censo de 2010, había 745 personas residiendo en el municipio de Senachwine. La densidad de población era de 7,18 hab./km². De los 745 habitantes, el municipio de Senachwine estaba compuesto por el 98,52 % blancos, el 0,27 % eran asiáticos, el 0,4 % eran de otras razas y el 0,81 % eran de una mezcla de razas. Del total de la población el 1,88 % eran hispanos o latinos de cualquier raza.